# IC 2220
IC 2220 är en reflektionsnebulosa i kölen. Den lyses upp av HD 65750, en röd jätte fem gånger större än solen.